# Алый уж
Алый уж (лат. Cemophora coccinea) — вид змей из семейства ужеобразных, обитающий в Северной Америке. Эндемик США.

## Описание
Общая длина обычно составляет 36—51 см. Максимальный зафиксированный размер — 82,8 см. Туловище стройное покрыто гладкими чешуями. Морда заострённая, красная. На голове чёрные отметины в виде буквы V. Рисунок образован красными пятнами седловидной формы с чёрной окантовкой, разделёнными белыми, кремовыми или желтоватыми полосками, более выражен у молодых змей. Брюхо беловатое или желтоватое. Анальный щиток неразделённый
Кариотип представлен диплоидным набором из 34 хромосом, из которых 16 являются макрохромосомами (4 метацентрических, 3 субметацентрических и одна от субметацентрической до субтелоцентрической), а 18 — микрохромосомами. Определение пола происходит по ZW-системе, при этом половые хромосомы представлены четвёртой парой. Z-хромосомы метацентрические, а W-хромосома — субметацентрическая.

## Ареал
Эндемик США, распространённый в южных и восточных штатах, от Южной Каролины до Флориды и на запад до Техаса.

## Образ жизни
Населяет широколиственные, смешанные и хвойные леса и редколесья, а также прилежащие открытые пространства с песчаными почвами и суглинками. Ведёт скрытный полуроющий образ жизни. Встречается под камнями или брёвнами. Активен днём..
Питается преимущественно яйцами рептилий, в том числе представителей своего вида. Мелкие яйца он проглатывает, а крупные вскрывает увеличенным зубом на верхнечелюстной кости и выжимает содержимое, обвиваясь вокруг яйца кольцами. Иногда поедает взрослых ящериц, мелких змей, земноводных, беспозвоночных и новорождённых мышат.

### Размножение
Яйцекладущая змея. Самка откладывает от 4 до 16 яиц в конце лета или начале осени. Инкубация длится около 3 месяцев. Молодые змеи появляются в апреле или мае.

## Природоохранный статус
Международным союзом охраны природы отнесён к категории вызывающих наименьшие опасения. В некоторых[каких?] штатах он занесён в список охраняемых животных.

## Таксономия
По данным Reptile Database на февраль 2024 г. признают 2 подвида:
- Cemophora coccinea coccinea (Blumenbach, 1788) — населяет полуостров Флорида.
- Cemophora coccinea copei Jan, 1863 — занимает остальной ареал вида.

До 2017 года к этому виду в качестве подвида относили также Cemophora lineri, обитающего на побережье Мексиканского залива в Техасе. Однако по данным молекулярно-генетических исследований, Cemophora lineri представляет собой сестринский таксон по отношению к Cemophora coccinea, отделившийся от него в позднем плиоцене — раннем плейстоцене, потому его статус был повышен до видового.